# 아프릴리아 (기업)

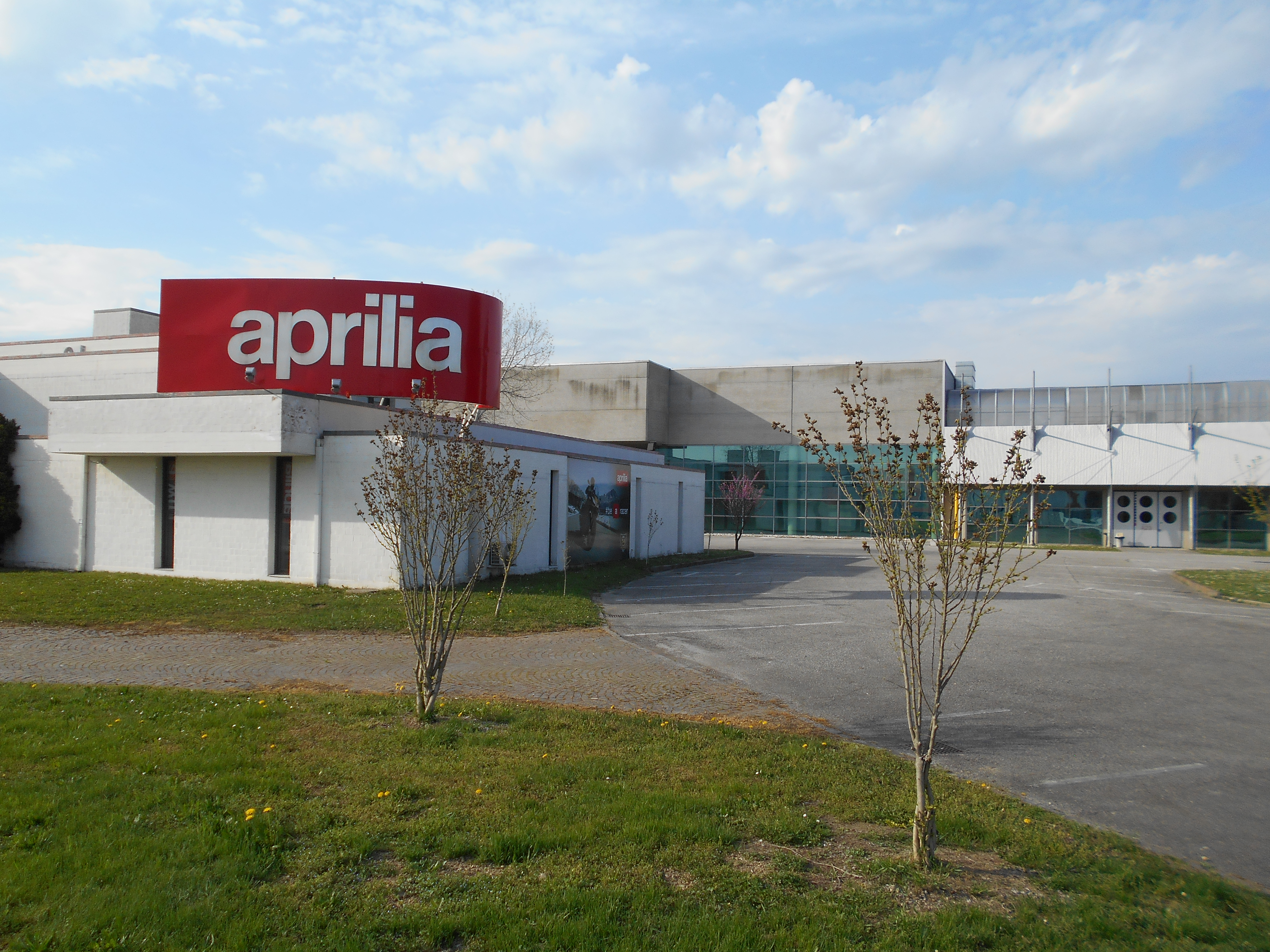
아프릴리아 플랜트

아프릴리아(Aprilia)는 이탈리아의 노알레에서 제2차 세계 대전 직후에 Alberto Beggio가 설립한 이탈리아의 모터사이클 제조사이다. 이 기업은 자전거 제조사로 시작했으며 스쿠터 및 용적이 작은 모터사이클을 제조하는 쪽으로 방향을 틀었다. 최근 아프릴리아는 대형 스포츠 바이크를 생산하고 있다. (예: 1,000 cc V-트윈 RSV 마일, V4 RSV4)

## 모델
레이싱 모터사이클
- RS125R
- RSV 250
- RSW-2 500
- RS Cube
- RSV4 R
  - Limited Edition 2019: RSV4 X[2]
- RS-GP

아프릴리아 모델:
로드
- AF1
- RSV4 Factory
- RSV4 RR
- RSV4 R
- Tuono 125
- Tuono 660
- Tuono V4 R
- Dorsoduro 1200
- Dorsoduro 900
- Dorsoduro 750
- Shiver 900
- Shiver 750
- Mana 850 GT
- RS4 125
- RS4 50
- RS 50
- RS 125
- RS 250
- RS 660
- STX 125

듀얼스포트
- ETX 125
- ETX 350
- ETX 600
- ETV 1000
- Caponord 1200
- Pegaso
- Tuareg 50 rally
- Tuareg 125 rally
- Tuareg 250 rally
- Tuareg 50
- Tuareg 125
- Tuareg 350
- Tuareg 600
- Tuareg 660

오프로드
- SXV 4.5 – 5.5
- RXV 4.5 – 5.5
- MXV 4.5
- SX 50
- RX 50
- SX 125
- RX 125
- RX 250

스쿠터
- Amico
- Atlantic 125/200/250/300/400/500 cc
- Leonardo 125/150/250/300
- Mojito 125
- SR
- SXR
- SR Max
- Storm
- Area 51
- SR Motard
- Scarabeo 50 2T
- Scarabeo 50 4T4V
- Scarabeo 100 4T
- Scarabeo 125 ie
- Scarabeo 200 ie
- Sportcity
- SR GT
- SRV 850

## 같이 보기
- 베스파